# Sowerbaea subtilis
Sowerbaea subtilis là một loài thực vật có hoa trong họ Măng tây. Loài này được D.A.Stewart miêu tả khoa học đầu tiên năm 1976.